# Montgomery County, Illinois
Montgomery County är ett administrativt område i delstaten Illinois, USA, med 30 104 invånare. Den administrativa huvudorten (county seat) är Hillsboro.

## Geografi
Enligt United States Census Bureau har countyt en total area på 1 838 km². 1 823 km² av den arean är land och 15 km² är vatten.

### Angränsande countyn
- Sangamon County - nord
- Christian County - nordost
- Shelby County - öst
- Fayette County - sydost
- Bond County - syd
- Madison County - sydväst
- Macoupin County - väst